# Онкович Дмитро Юліанович
Онко́вич Дмитро Юліанович (нар. 27 грудня 1934, с. Турчинці, Городоцький район, Хмельницька область — пом. 20 вересня 2011) — український поет, перекладач. Член Національної спілки письменників України (1977).

## Життєпис
Дмитро Юліанович Онкович народився 27 грудня 1934 року в родині хліборобів Юліана Петровича і Валентини Олексіївни. Мав сестру Тамілу. Зростав без батька, що загинув на фронті Другої світової війни. Закінчивши школу, служив у лавах Радянської армії, потім — працював на Донбасі у шахтах. 1964 року закінчив факультет журналістики Київського державного університету ім. Т. Г. Шевченка.
Працював кореспондентом РАТАУ (нинішній Укрінформ), редактором у видавництві «Молодь», завідував відділом преси Українського товариства дружби і культурного зв'язку з зарубіжними країнами, був редактором поезії письменницького журналу «Вітчизна», завідував відділом поезії журналу «Всесвіт», тривалий час працював відповідальним секретарем журналу «Українська мова і література в школі» (тепер — «Дивослово»). Член Національної спілки письменників України з 1977 року.

## Творчість
Вірші Дмитра Онковича друкувалися в газетах із 1957 року. У 1984-му видавництво «Молодь» випустило книжку «Першовірш», яка містила 81 вірш українських поетес і поетів — по одному на кожного. Самі автори вибрали ці твори як початок відліку творчості. Перед кожним віршем поміщено вступ. Ось що написав Дмитро Онкович про свій літературний дебют:
| З БІОГРАФІЇ ПОЕМИ Початком своєї літературної роботи вважаю поему «Біла голова». Задум її виношувався ще тоді, як я працював на Донбасі. А писав уже студентом Київського університету. Це були дні і ночі щасливого хвилювання. Вперше «Білу голову» я прочитав на засіданні літстудії «Молодь». І сьогодні пам'ятаю слова, які тоді сказав мені Дмитро Білоус: «Це ви писали не на один день». Поему тепло прийняли також на обговоренні у Спілці письменників. Потім я наважився подати рукопис до редакції журналу «Дніпро». «Будемо пропонувати до друку, — доброзичливо прийняв мене Володимир Коломієць, який вів відділ поезії. А тоді додав: — Можливо, трошки підкоротимо. Задовгенька. Але — на розсуд головного». За кілька днів він ознайомлює мене з думкою тодішнього головного редактора Юрія Мушкетика. На першій сторінці рукопису акуратно виведено олівцем: «Чортзна-що, а не розмір. Щось середнє між похоронним і колисковою». Трохи далі: «Ні, щось є». А на останній сторінці була ще одна — остання — помітка, зроблена тим самим олівцем: «Є!» Поему видрукували повністю і без жодної правки («Дніпро», 1964, № 2). Це був мій дебют у республіканській пресі. […] |

Перша книжка поета «Голуби» вийшла 1966 року, потім були:
- «Зимові яблука» (1969)
- «Межа» (1971)
- «Толока» (1975)
- «Біла конюшина» (1981)
- «Пам'ять» (1983)
- «Поезії» (1984)
- «Леміш до сонця» (1991)
- «Зелені гуси» (поезії для дітей, 1991)
- «Совість» (2011)

Дмитро Онкович був яскравий представник «тихої лірики», «сільської поезії». Його твори перекладено білоруською, болгарською, іспанською, польською, російською, угорською та іншими мовами.
Був одружений з Ганною Онкович. Мав із нею двох синів — Ярослава (* 1965) і Артема.

## Електронні ресурси
- Книгоспалах: Дмитро Онкович — «СОВІСТЬ» //www.facebook.com/groups/338771576517898/